# شینیا ساکوی
شینیا ساکوی (انگلیسی: Shinya Sakoi؛ زادهٔ ۸ مهٔ ۱۹۷۷) بازیکن فوتبال اهل ژاپن است.
از باشگاه‌هایی که در آن بازی کرده‌است می‌توان به باشگاه فوتبال توکیو اشاره کرد.